# Rybnik (Ukraina)
Rybnik (ukr. Рибник) – wieś na Ukrainie w rejonie drohobyckim należącym do obwodu lwowskiego, nad Stryjem. Przez miejscowość przepływa Rybnik.
Pod koniec XIX w. częścią wsi w powiecie drohobyckim Królestwa Galicji i Lodomerii był Łokieć.
Pod koniec lat 30. XX wieku mieszkało tutaj 820 Ukraińców, 85 Żydów i 47 Polaków. Latem 1941, po ataku III Rzeszy na ZSRR, spalono tutaj w stodole 50 Żydów. Sprawcami mordu byli miejscowi. 